# Ectrepesthoneura hirta
Ectrepesthoneura hirta är en tvåvingeart som först beskrevs av Johannes Winnertz 1846.  Ectrepesthoneura hirta ingår i släktet Ectrepesthoneura och familjen svampmyggor. Arten är reproducerande i Sverige. Inga underarter finns listade i Catalogue of Life.